# ALF-TV Arolfinger Fernsehen
ALF-TV Arolfinger Fernsehen ist ein regionaler Fernsehsender in der Schweiz. ALF-TV ist unabhängig von Medienunternehmen – weder zugehörig noch beteiligt. Der Sender gehört seinen Machern, die aus der Region stammen und das Programm gemeinsam mit dem Publikum gestalten. Ursprünglich sendete ALF-TV in Teilen der Kantone Solothurn und Aargau. Heute ist der Sender in der gesamten Deutschschweiz über Quickline, Sunrise, Swisscom und deren Partnernetze verfügbar. Die Empfangskanäle variieren je nach Anbieter.

## Allgemeines
Im Frühjahr 1997 flimmerte ALF-TV erstmals über die Bildschirme in der Region Aarau – Olten – Zofingen. Der Grundsatz „Aus der Region – für die Region“ gilt bis heute. Das Programm fokussiert auf Kultur, Menschen und Leistungen aus dem Sendegebiet. Unglücksfälle und Verbrechen haben keinen Platz, da ALF-TV kein Katastrophensender ist. Im Vordergrund stehen die positiven Aspekte der Region. ALF erhält keine Konzessionsgebühren. Der Betriebsaufwand wird durch Werbe- und Sponsoringeinnahmen sowie Videoproduktionen gedeckt. Die Arbeit eines engagierten Teams von etwa zwölf Personen trägt zum Erfolg von ALF bei.
Im Jahr 2007 bewarb sich ALF-TV um die Konzession für das Gebiet Aargau-Solothurn und trat damit gegen Tele M1 an. Im Falle einer Konzessionserteilung plante ALF-TV, das bis dahin ehrenamtlich produzierte Programm auf ein stündliches Sendeformat mit einem Schwerpunkt von 30 % auf politische Inhalte umzustellen und im ersten Jahr 26 bezahlte Stellen, davon 18 in der Redaktion, zu schaffen. Das Bundesamt für Kommunikation (BAKOM) erteilte jedoch dem Konkurrenten Tele M1 den Konzessionszuschlag. Gegen diesen Entscheid reichte ALF-TV zunächst Beschwerde ein, zog diese jedoch später zurück, nachdem mit Tele M1 eine Zusammenarbeit in den Bereichen Programmaustausch (Tele M1 bezog Bildmaterial von ALF) und Ausbildung vereinbart werden konnte.

## Sendungen
- Getroffen: Der Talk mit interessanten Gästen, die etwas zu erzählen haben.
- Relax: Lehnen Sie sich zurück und entspannen bei ruhigen Bildern und meditativer Musik. Die Sendung ohne Worte ... zuschauen, entspannen, nachdenken.
- Lebenswege: Christoph Büchli-Sen empfängt in seiner Sendung Gäste mit einem aussergewöhnlichen Lebensweg und spricht mit ihnen über Schicksale, schwierige Entscheide, über Erfolge und Träume.
- musiklive: Hier gibts was auf die Ohren und die Augen: Konzertmitschnitte vom Schupfart Festival, Gehren Open Air und weiteren Events! Gotthard, Klostertaler, Florian Ast, Truck Stop, Gölä und viele andere waren schon im Programm.
- kulturPUR aus dem Schwager-Theater: Musisch, sinnlich, närrisch und narrativ – das Beste aus der Schweizer Kleinkunstszene.
- Flash: Aktuelle Fragen und neueste Erkenntnisse zur Arbeitswelt werden einfach und kompetent erklärt.
- Mana: Das Hintergrundmagazin entdeckt Aussergewöhnliches und zeigt unbekannte Seiten von Bekanntem.
- Politikus: Das Polit-Gespräch bringt Politikerinnen und Politiker sowie Sachthemen näher und gewährt Einblicke hinter die Kulissen.
- kulturPur: Vielfältige kulturelle Perlen aus dem Sendegebiet werden ins Wohnzimmer geliefert.
- Vorbis Talk im Schlosshof: Talkshow mit Ruedi Vorburger.

## Persönlichkeiten
Im Juni 2023 verstarb Ruedi Vorburger, langjähriger Chefredaktor und Moderator von Alf-TV, im Alter von 82 Jahren nach kurzer Krankheit. Vorburger engagierte sich seit der Gründung des Senders im Jahr 1997 ehrenamtlich und prägte dessen Programm massgeblich. Besonders bekannt war er für seine Talkshow «Vorbis Talk im Schlosshof», in der er unter anderem die ehemalige Bundesrätin Doris Leuthard und Bandleader Pepe Lienhard empfing. Sein letztes Interview führte er am 7. Juni mit der Solothurner Frau Landammann Brigit Wyss. Neben seiner Tätigkeit bei Alf-TV erlangte Vorburger regionale Bekanntheit als langjähriger Moderator der Pferderennen im Aarauer Schachen. Über 22 Jahre hinweg prägte er mit seinen Moderationen und Siegerehrungen das Bild der Rennveranstaltungen. Vorburgers letzte Moderation fand im Mai 2019 statt. Auch seine Reportagen, wie beispielsweise über die Aarauer Erotikmesse von 1998, trugen zu seinem Bekanntheitsgrad bei.

## Studio
Im ehemaligen Ballyareal in Schönenwerd wurde ein Studio mit rund 250 m² Fläche eingerichtet, das Regie und Aufnahmestudio umfasst. Es besteht aus zwei Systemen und einer digitalen 16:9-Schiene. Alle Sendungen werden in High-Definition Video (1080p HD) produziert und in ein sendetaugliches Format konvertiert. Das Studio verfügt über zwei Bereiche: ein normales Studio mit veränderbaren Kulissen und ein Greenbox-Studio für grössere Freiheiten.